# Ralston (Washington)
Ralston az Amerikai Egyesült Államok északnyugati részén, Washington állam Adams megyéjében elhelyezkedő önkormányzat nélküli település.
Ralston postahivatala 1908 és 1974 között működött. A település nevét a Ralston ételgyártó vállalatról kapta.

## Fordítás
- Ez a szócikk részben vagy egészben  a   Ralston, Washington című angol Wikipédia-szócikk ezen változatának fordításán alapul.  Az eredeti cikk szerkesztőit annak laptörténete sorolja fel. Ez a jelzés csupán a megfogalmazás eredetét és a szerzői jogokat jelzi, nem szolgál a cikkben szereplő információk forrásmegjelöléseként.